# Mori Takeshi
Mori Takeshi (森 赳 Sâm Củ), sinh ngày 25 tháng 4 năm 1894 mất ngày 15 tháng 8 năm 1945, người đầu tiên giữ chức Tư lệnh Sư đoàn Vệ binh Hoàng gia Đế quốc Nhật Bản.

## Tiểu sử
Lớn lên ở tỉnh Kōchi, Mori tốt nghiệp khóa 28 Trường Sĩ quan Lục quân (Đế quốc Nhật Bản) vào năm 1916, chuyên ngành kị binh. Sau khi phục ở một số vị trí hành chính trong Bộ Tổng tham mưu Quân đội Đế quốc, ông trở lại học tiếp ở trường Đại học Lục quân (Đế quốc Nhật Bản) vào năm 1927 ông tốt nghiệp khóa 39. Sau đó ông giữ chứ Tư lệnh Trung đoàn Kị binh 13 IJA trước khi trở về nhận nhiệm vụ của Bộ Tham mưu.
Năm 1935-1937 và năm 1938-1941, Mori giảng dạy tại trường Đại học Lục quân (Đế quốc Nhật Bản). Ông được thăng chức Thiếu tướng năm 1941. Với sự bắt đầu Chiến tranh Trung-Nhật lần thứ hai, Mori được chỉ định làm Tham mưu cho Quân đoàn 1 Nhật Bản tại Trung Quốc từ năm 1937- 1938. Ông trở lại đại lục năm 1941, với cương vị phó Tham mưu trưởng tập đoàn đoàn 6 (Đế quốc Nhật Bản) đóng ở Mãn Châu quốc, và được thăng chức Tham mưu trưởng vào năm 1942. Từ năm 1943- 1944, ông là Phó Tư lệnh của Kempeitai, và từ năm 1944- 1945, là Tham mưu trưởng của tập đoàn quân 19 (Đế quốc Nhật Bản).
Năm 1945, Mori được thăng chức Trung tướng. Ngày 7 tháng 4 năm 1945, Mori trở thành chỉ huy Sư đoàn 1 Vệ Binh Hoàng gia, được giao trách nhiệm trực tiếp bảo vệ gia đình Hoàng gia Nhật Bản.
Sau khi quyết định của Nhật Bản đầu hàng, Mori được triệu tập lúc nửa đêm vào ngày 15 tháng 8 năm 1945 bởi Thiếu tá Hatanaka Kenji, Trung tá Ida Masataka và Shiizaki Jirō, những người này cố gắng thực hiện âm mưu của họ, cô lập Cung điện Hoàng gia và ngăn chặn công bố sự đầu hàng của Nhật Bản. Vào khoảng 1:30, Ida và Shiizaki đã rời căn phòng, Mori lặp đi lặp lại sự từ chối của mình, ông đã bị bắn chết bởi Hatanaka. Con dấu của ông sau đó đạ được đóng trên một tập lệnh giả (Lệnh chiến lược số 584).

### Sách
- Brooks, Lester (1968). Behind Japan's Surrender: The Secret Struggle That Ended an Empire. New York: McGraw-Hill Book Company.
- Butow, Robert J. C. (1954). Japan's Decision to Surrender. Stanford University Press. ASIN: B000VFCC14.
- Frank, Richard B. (1999). Downfall: the End of the Imperial Japanese Empire. Penguin, non-classics. ISBN 0141001461.
- Fuller, Richard (1992). Shokan: Hirohito's Samurai. London: Arms and Armor. ISBN 1-85409-151-4.